# Соледарська міська рада
Соледарська міська рада — орган місцевого самоврядування Соледарської міської громади Бахмутського району Донецької області. До 8 вересня 2016 р. Соледарська міська рада входила до складу Бахмутської міської ради.

## Склад ради
Рада складається з 30 депутатів та голови.
- Голова ради: Товстокоренко Юрій Васильович
- Секретар ради: Редченко Світлана Миколаївна

### Керівний склад попередніх скликань
| ПІБ                              | Основні відомості                                                       | Дата обрання | Дата звільнення |
| -------------------------------- | ----------------------------------------------------------------------- | ------------ | --------------- |
| Степаненко Олександр Миколайович | Міський голова, 1955 року народження, член Партії регіонів              | 26.03.2006   | 31.10.2010      |
| Товстокоренко Юрій Васильович    | Міський голова, 1974 року народження, освіта вища, член Партії регіонів | 31.10.2010   |                 |

Примітка: таблиця складена за даними джерела

### Депутати
За результатами місцевих виборів 2010 року депутатами ради стали:

#### За суб'єктами висування
| Суб'єкт висування                                       | Кількість обраних депутатів | %   |
| ------------------------------------------------------- | --------------------------- | --- |
| Партія регіонів                                         | 27                          | 90  |
| Політична партія Всеукраїнське об'єднання «Батьківщина» | 2                           | 6,7 |
| Комуністична партія України                             | 1                           | 3,3 |

#### За округами
| № округу                                                | Прізвище, ім'я, по батькові      | Дата визнання обраним | Освіта         | Партійна приналежність                        | Відомості про обраного депутата                                               |
| ------------------------------------------------------- | -------------------------------- | --------------------- | -------------- | --------------------------------------------- | ----------------------------------------------------------------------------- |
| Комуністична партія України                             |                                  |                       |                |                                               |                                                                               |
| б/м                                                     | Підойма Анатолій Іванович        | 03.11.2010            | Освіта вища    | член Комуністичної партії України             | Рада ветеранів ДП «АРТЕМСІЛЬ», голова                                         |
| Партія регіонів                                         |                                  |                       |                |                                               |                                                                               |
| б/м                                                     | Степаненко Олександр Миколайович | 03.11.2010            | Освіта вища    | член Партії регіонів                          | Соледарська міська рада, міський голова                                       |
| б/м                                                     | Літовченко В'ячеслав Юрійович    | 03.11.2010            | Освіта вища    | член Партії регіонів                          | Державне підприємство «Артемсіль», директор руднику № 7                       |
| б/м                                                     | Редченко Світлана Миколаївна     | 03.11.2010            | Освіта вища    | член Партії регіонів                          | Соледарська міська рада, секретар ради                                        |
| б/м                                                     | Скрипник Дмитро Іванович         | 03.11.2010            | Освіта вища    | член Партії регіонів                          | Державне підприємство «Артемсіль», директор руднику № 1,3                     |
| б/м                                                     | Чеботенко Роман Олегович         | 03.11.2010            | Освіта вища    | член Партії регіонів                          | Соледарська міська лікарня, головний лікар                                    |
| б/м                                                     | Соловьянов Юрій Володимирович    | 03.11.2010            | Освіта вища    | член Партії регіонів                          | Державне підприємство «Артемсіль», голова профкому руднику № 7                |
| б/м                                                     | Юнг Микола Іванович              | 03.11.2010            | Освіта вища    | член Партії регіонів                          | ТОВ «Кнауф Гіпс Донбас», оператор цеху                                        |
| б/м                                                     | Волошин Андрій Анатолійович      | 03.11.2010            | Освіта вища    | член Партії регіонів                          | Державне підприємство «Артемсіль», головний механік руднику № 4               |
| б/м                                                     | Козлов Олександр Іванович        | 03.11.2010            | Освіта вища    | член Партії регіонів                          | Державне підприємство «Артемсіль», заступник директора руднику № 1,3          |
| б/м                                                     | Белицька Ольга Миколаївна        | 03.11.2010            | Освіта вища    | член Партії регіонів                          | Дошкільний Навчальний заклад № 14, завідувачка                                |
| б/м                                                     | Прокопенко Юрій Олександрович    | 03.11.2010            | Освіта вища    | член Партії регіонів                          | ТОВ «Кнауф Гіпс Донбас», майстер                                              |
| б/м                                                     | Кириченко Людмила Миколаївна     | 03.11.2010            | Освіта вища    | член Партії регіонів                          | Державне підприємство «Артемсіль», машиніст розфасувально-упакувальної машини |
| 1                                                       | Шевченко Світлана Миколаївна     | 03.11.2010            | Освіта середня | член Партії регіонів                          | Соледарська міська рада, секретаркерівника                                    |
| 2                                                       | Кравчук Михайло Петрович         | 03.11.2010            | Освіта середня | член Партії регіонів                          | рудник № 7 ДП, АРТЕМСІЛЬ", слюсар-ремонтник                                   |
| 3                                                       | Глущенко Євген Сергійович        | 03.11.2010            | Освіта вища    | позапартійний                                 | рудник № 1,3 ДП, АРТЕМСІЛЬ", механік                                          |
| 4                                                       | Мудраченко Володимир Іванович    | 03.11.2010            | Освіта вища    | член Партії регіонів                          | ремонтно-будівельного управління ДП, АРТЕМСІЛЬ, начальник                     |
| 5                                                       | Петров Сергій Михайлович         | 03.11.2010            | Освіта вища    | член Партії регіонів                          | Рудник № 1,3 ДП, АРТЕМСІЛЬ", машиніст конвейєра                               |
| 6                                                       | Лук'янов Володимир Васильович    | 03.11.2010            | Освіта вища    | член Партії регіонів                          | ДП, АРТЕМСІЛЬ", голова проф-кому                                              |
| 7                                                       | Моделкін Юрій Володимирович      | 03.11.2010            | Освіта вища    | член Партії регіонів                          | Рудник № 1,3 ДП, АРТЕМСІЛЬ", голов-ний механік                                |
| 8                                                       | Бірюков Анатолій Федорович       | 03.11.2010            | Освіта вища    | член Партії регіонів                          | ДП, АРТЕМСІЛЬ, директор техніч-ний                                            |
| 9                                                       | Підойма Валентина Іванівна       | 03.11.2010            | Освіта вища    | член Партії регіонів                          | пенсіонер                                                                     |
| 10                                                      | Курганов Андрій Сергійович       | 03.11.2010            | Освіта вища    | член Партії регіонів                          | ТОВ «Кнауф Гіпс Донбас», ст.механік цеху                                      |
| 11                                                      | Тульгук Світлана Анатоліївна     | 03.11.2010            | Освіта вища    | член Партії регіонів                          | Рудник № 1,3 ДП, АРТЕМСІЛЬ", начальник дільниці                               |
| 12                                                      | Моісєєв Михайло Сократович       | 03.11.2010            | Освіта вища    | член Партії регіонів                          | загальноосвітня школа № 14, вчитель                                           |
| 13                                                      | Ворушило Владислав Миколайович   | 03.11.2010            | Освіта вища    | член Партії регіонів                          | Рудник № 1,3 ДП, АРТЕМСІЛЬ", машиніст конвейєра                               |
| 14                                                      | Ляшенко Валентина Василівна      | 03.11.2010            | Освіта вища    | член Партії регіонів                          | ТОВ «Кнауф Гіпс Донбас», директор з гірничих робіт                            |
| 15                                                      | Стрельцов Олексій Володимирович  | 03.11.2010            | Освіта вища    | член Партії регіонів                          | тимчасово не працює                                                           |
| Політична партія Всеукраїнське об'єднання «Батьківщина» |                                  |                       |                |                                               |                                                                               |
| б/м                                                     | Махник Роман Петрович            | 03.11.2010            | Освіта вища    | член Всеукраїнського об'єднання «Батьківщина» | приватний підприємець                                                         |
| б/м                                                     | Рєзніченко Іван Іванович         | 03.11.2010            | Освіта вища    | член Всеукраїнського об'єднання «Батьківщина» | ДП «АРТЕМ-СІЛЬ», механік                                                      |